# Кореневка (Фатежский район)
Кореневка — хутор (ранее село) в Фатежском районе Курской области России. Входит в состав Большежировского сельсовета.

## География
Хутор находится в северной части Курской области, в пределах Дмитриевско-Курской гряды, в лесостепной зоне, на правом берегу ручья Грязная Рудка (правый приток реки Руды), на расстоянии примерно 20 километров (по прямой) к юго-западу от города Фатежа, административного центра района. Абсолютная высота — 196 метров над уровнем моря.

### Климат
Климат характеризуется как умеренно континентальный, с тёплым летом и умеренно холодной зимой. Среднегодовая температура — 4,9 °C. Средняя температура воздуха самого тёплого месяца (июля) — 16 — 20 °C (абсолютный максимум — 40 °C); самого холодного (января) — −12 — −5 °C (абсолютный минимум — −37 °C). Продолжительность безморозного периода составляет в среднем 151 день. Вегетационный период длится около 182 дней. Среднегодовое количество атмосферных осадков составляет 582 мм, из которых 460 мм выпадает в период с апреля по октябрь. Снежный покров держится в течение 139 дней.

### Часовой пояс
Хутор Кореневка, как и вся Курская область, находится в часовой зоне МСК (московское время). Смещение применяемого времени относительно UTC составляет +3:00.

## Этимология
На протяжении своего существования село имело несколько различных названий, которые могли употребляться одновременно:
- Кореневка — по фамилии местных однодворцев Кореневских, составлявших бо́льшую часть населения села;
- Рудка — по расположению села на речке Грязной Рудке;
- Архангельское — по располагавшемуся в селе храму Архангела Михаила.

## История
В 1862 году в казённом селе Архангельское (Кореневка, Рудка) было 27 дворов, проживало 234 человека (118 мужского пола и 116 женского), действовал православный храм.
В начале XX века Кореневка входила в состав Сдобниковской волости Фатежского уезда.
В 1911 году в селе было 36 дворов. Наиболее распространённой фамилией здесь были Кореневские (32 двора), также здесь проживали Павловы (2 двора), Пилюгины и Скоровы (по 1 двору).
В 1937 году в селе было 33 двора. 
В справочнике по административно-территориальному делению Курской области 1955 года Кореневка обозначена ещё как село, в более поздних источниках Кореневка значится уже как хутор.
До 2010 года Кореневка входила в состав Кромского сельсовета Фатежского района. С 2010 года в составе Большежировского сельсовета.

## Храм Архангела Михаила
В селе действовал православный храм, освящённый в честь Архангела Михаила. Приход храма состоял из села Кореневка и деревнь Богдановка, Головинка, Кромская, Мармыжи, Мелешинка, Новое Сдобниково, Старое Сдобниково, Хворостово, Хлынино. Здание храма было построено в 1794 году. Церковь располагалась рядом с нынешним сельским кладбищем, на северо-восточной окраине Кореневки.
Храм был закрыт 13 ноября 1918 года. Последним его священником был Василий Александрович Артамонов (служил в 1916—1918 годах).

## Население
| 2002 | 2010 |
| ---- | ---- |
| 33   | ↘32  |

### Половой состав
По данным Всероссийской переписи населения 2010 года в половой структуре населения мужчины составляли 50 %, женщины — соответственно также 50 %.

### Национальный состав
Согласно результатам переписи 2002 года, в национальной структуре населения русские составляли 100 %.

## Инфраструктура
Личное подсобное хозяйство. В хуторе 18 домов.

## Транспорт
Кореневка находится в 15 км от автодороги федерального значения М2 «Крым» (Москва — Тула — Орёл — Курск — Белгород — граница с Украиной) как часть европейского маршрута E105, в 28 км от автодороги регионального значения 38К-017 (Курск — Льгов — Рыльск — граница с Украиной) как часть европейского маршрута E38, на автодорогe межмуниципального значения 38Н-221 (М-2 «Крым» — Кромская), в 29,5 км от ближайшего ж/д остановочного пункта 433 км (линия Льгов I — Курск).
В 151 км от аэропорта имени В. Г. Шухова (недалеко от Белгорода).